# بيت جميل (الرجم)

تعديل مصدري - تعديل

بيت جميل هي إحدى قرى عزلة بني اسعد بمديرية الرجم التابعة لمحافظة المحويت، بلغ تعداد سكانها 106 نسمة حسب تعداد اليمن لعام 2004.